# 劳动党 (新喀里多尼亚)
劳动党（法語：Parti travailliste，缩写为PT）是新喀里多尼亚的一个左翼政党。该党成立于2007年11月18日，由工会组织卡纳克工人和被剥削者联盟创建，它的成立得到了法国本土的左翼政党新反资本主义党和左翼政治家若泽·博韦的支持。该党强烈主张新喀里多尼亚脱离法国并成为独立国家。该党的意识形态是分离主义、另类全球化、革命社会主义、反资本主义。该党的主席是Louis Kotra Uregei。该党的总部位于努美阿。
该党自成立以来，一直是新喀里多尼亚政坛上最左倾的政党。该党反对1998年新喀里多尼亚代表同法国中央政府签订的《努美阿协议》。